# Lampeland
Lampeland è un villaggio della Norvegia, situato nella municipalità di Flesberg, nella contea di Buskerud.